# Rózsakvarc
A rózsakvarc a kvarc ásvány rózsaszínű, drágakőként használt változata.

## Ásványtani jellemzők
Vaskos, kristályos tömegekben, a rózsaszínnek számos árnyalatában előforduló kvarcváltozat. Színe a fehéresrózsaszíntől a sötétrózsaszínűig változik, néha ibolyás, máskor sárgás árnyalattal. A színeloszlás egyenletes, de nem ritkák a felhősen, foltosan színezett darabok sem; színezőanyaga a mangán. Kellemes színe nagyon érzékeny; erősebb fénynek kitéve, hamarosan kifakul. Hevítve 575 °C-nál színét veszti. Röntgen- és ibolyántúli sugarak hatására barna, rádiumbesugárzásra sötétbarna-feketeszínűvé alakul át. Áttetsző; egyes dél-afrikai darabjai majdnem teljesen átlátszóak. Anyaga rideg, törése kagylós vagy egyenetlen. Zsírfényű, csiszolt és fényesített darabjai üveg fényűek.

## Előfordulása
A rózsakvarc ritkán fordul elő jól fejlett kristályokban; nagyobb kristályos tömbök alakjában találják a pegmatit-telérekben. Jelentős lelőhelyei: Urál-hegység, Brazília (Minas Gerais, San Miguel), Madagaszkár, Amerikai Egyesült Államok (Colorado, Észak-Karolina, Dél-Dakota, Maine) és Dél-Afrika.

## Felhasználása
Napjainkban a rózsakvarc divatos kő; a belőle csiszolt golyócskákat nyakláncnak fűzve, szívesen hordják. Gyűrűkbe, melltűkbe rendesen domborúan, néha briliánsnak csiszolva foglalják; kézitáska- és ernyőgombokat, apróbb dísztárgyakat csiszolnak belőle. Feldolgozásánál a nyersanyagnak körülbelül 50%-a elvész a darabok belsejét átjáró számos repedés miatt. Üveggel, továbbá celluloiddal és anilinnal festett alabástrommal hamisítják.